# Marc-François Bonguyod
Marc-François Bonguyod, né le 5 mai 1751 à Moirans, mort noyé le 28 octobre 1805 à Moirans (Jura), est un homme politique français.

## Biographie
Fils de Antoine-Nicolas Bonguyod, notaire royal et procureur, il devint avocat au parlement de Besançon et mérita l’estime de ses compatriotes par son zèle et son intégrité dans l’exercice de différentes charges municipales à Moirans. Membre du directoire et administrateur du Jura le 2 septembre 1791, il est élu, le 7 septembre 1792, député à la Convention par le département du Jura. 
Il siégea parmi les modérés, et, dans le procès de Louis XVI, répondit au 3e appel nominal : «Pressé par ma conscience, j'ai reconnu Louis coupable de haute trahison. On me demande mon opinion sur la peine, je crois que c'est la mort ; mais l'intérêt de ma patrie me fait penser qu'il vaut mieux qu'il reste en détention, parce qu'elle peut hâter la paix. N'est-il pas temps que le sang français cesse de couler ? Je demande la détention à perpétuité, sauf à ordonner la déportation si les circonstances le permettent. » Il vota également l'appel au peuple et le sursis. Il demanda aussi la parole dans les discussions des lois civiles, contre le divorce et contre la majorité de vingt et un ans. 
Après la session, il reprit sa profession d'avocat et de jurisconsulte dans son pays natal. Après le 18 brumaire, il fut nommé membre du conseil général du Jura.
Le 28 octobre 1805, on le trouva noyé dans une mare à Moirans. Il avait épousé en 1786 Marie-Jeanne-Baptiste Christin, sœur de Charles-Gabriel-Frédéric Christin.

## Publications
- Motion d'ordre sur les moyens de procurer les subsistances au peuple et aux armées (1794)
- Motion d'ordre sur l'instruction publique, du 22 prairial an III (1794)
- Motion d'ordre sur l'organisation de la constitution republicaine, faite le 23 germinal, l'an III (1795)
- Observations sur le titre VI du projet de Constitution présenté par la Commission des onze: relativement aux municipalités de canton (1795)
- Réflexions de Marc-François Bonguyod, député du Jura: sur l'organisation des assemblées primaires (1795)
- Opinion de Marc-François Bonguyot sur le mode de réparer les routes (1795)
- Réflexions de Marc-François Bonguyod, député du Jura: sur l'organisation des assemblées primaires (1795)
- Essai sur les élémens d'agriculture, pour les écoles primaires
- Observations de Marc-François Bonguyod, député du Jura, sur le projet du Comité de constitution, relatif à l'ordre judiciaire

## Sources
- « Marc-François Bonguyod », dans Adolphe Robert et Gaston Cougny, Dictionnaire des parlementaires français, Edgar Bourloton, 1889-1891 [détail de l’édition]
- Louis Gabriel Michaud, Biographie universelle, ancienne et moderne ou Histoire, 1835
- Jean-Marie Thiébaud, Les députés des villes et villages de Franche-Comté aux assemblées du Tiers État en 1789, 1989
- Henri Hours, Naissance d'un département: dictionnaire biographique des administrateurs du département, des districts et des cantons du Jura pendant la Révolution française, 1790-an VIII : suivis de quelques biographies détaillées, 1991